# 制服DUTY
『制服DUTY』（せいふくDUTY）は山崎童々による日本の漫画作品。『ヤングガンガン』（スクウェア・エニックス）において、2013年11号から2014年14号まで連載された。

## 登場人物
霧島 星埜

安瀬 祢々

上岡 桜児

藤間 将悟

研原 心

## 書誌情報
1. 2013年11月25日発売 ISBN 978-4-75-754143-6
2. 2014年3月25日発売 ISBN 978-4-75-754260-0
3. 2014年9月25日発売 ISBN 978-4-75-754424-6